# برون‌هیلد

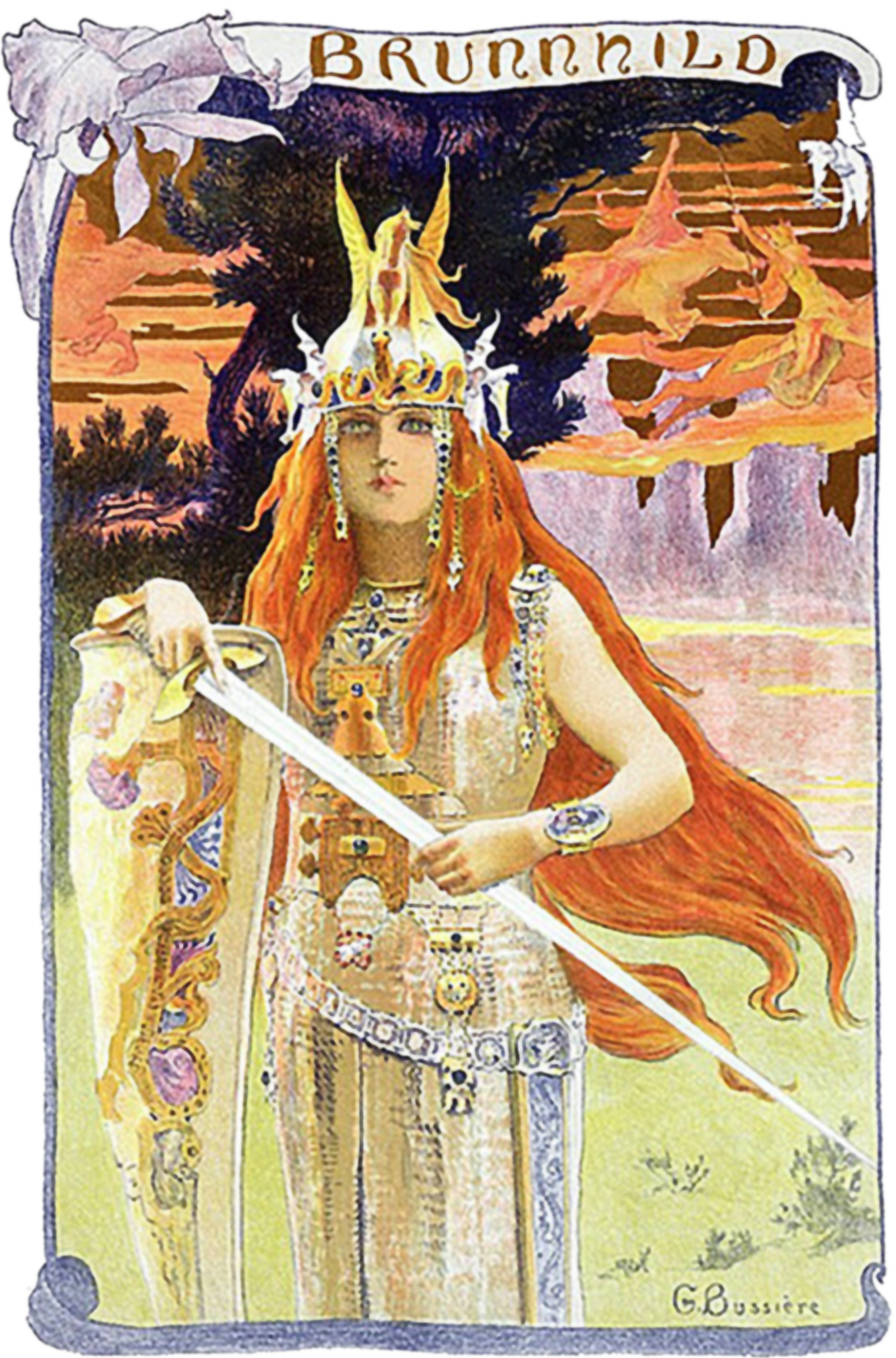
تصویر براین‌هلد (۱۸۹۷)

برونهیلد (به آلمانی: Brünhild, Brünnhilde, Brynhild) یک سپربانوی زیبا و قدرتمند و یکی از والکیری‌ها در اساطیر ژرمن‌ها که قهرمان حماسه‌هایی همچون ادای منظوم، شخصیت اصلی ولسونگا ساگا و به‌ویژه سرود نیبلونگ‌ها است که در آن نقش یک شاهدخت ایسلندی را دارد. همچنین او تحت عنوان برونهیلد در سرود آلمانی نیبلونگ‌ها، و اپراهای ریشارد واگنر، با نام حلقه نیبلونگ حضور دارد.
او فرزند پادشاه اسکاندیناوی «بودی»، و خواهر آتلی، بکهیلد و احتمالاً اودران بود. براین‌هلد همچنین دختر خواندهٔ یکی از قهرمانان افسانه‌ای ژرمنی به نام هاما یا هیمیر به‌شمار می‌رود. در ادای منظوم گفته شده، او یکی از هشت خواهران است، اما آیا این مسئله اشاره به والکیری‌هایی بوده که در خدمت اودین بودند یا اینکه او واقعاً دارای هفت خواهر دیگر است به‌طور دقیق مشخص نشده است. او ممکن است ریشه خود را از پرنسس ویزیگوت‌ها، براین‌هلدا از اوسترازیا گرفته باشد.

## ریشه‌شناسی
نام برون‌هیلد در اشکال مختلف از معادل‌های آلمانی بالای باستان برونیا (زره) و هیلتیا (درگیری) گرفته شده است. این نام برای اولین بار در سدهٔ ششم میلادی، برای براین‌هلدا از اوسترازیا تاریخی به عنوان «Brunichildis» است.

## اسطوره‌شناسی اسکاندیناوی

### ولسونگا ساگا
در افسانه‌های ایسلندی برونهیلد یکی از والکیری‌ها و جنگجویی بود که به اودین سرکردهٔ ایزدان اسطوره‌شناسی اسکاندیناوی خدمت می‌نمود. به او دستور داده بودند تا برای مبارزهٔ بین دو پادشاه به نام‌های هیالم‌گونار و آگنار تصمیم‌گیری کند. او که می‌دانست اودین پادشاه پیر یعنی هیالم‌گونار را ترجیح می‌دهد، با این حال نبرد را به نفع آگنار تصمیم گرفت. به دلیل نافرمانی از دستورها، اودین برونهیلد را به قلعه‌ای در دوردست‌ها در بالای کوه هیندارفل برده و با فروبردن در خوابی ابدی در میان حلقه‌های آتشین مجازات کرد. برونهیلد باید به همان حال باقی بماند تا زمانی که قهرمانی شجاع و بدون ترس از راه برسد و از میان شعله‌های آتش عبور کند و او را نجات بدهد.
زیگورد دلاور از شعله‌های آتش گذشت و در قلعه با شخصی زره پوش مواجه شد که به خوابی عمیق فرورفته است. زیگورد زره او را با شمشیرش که فلز را همچون پارچه از هم می‌درید، بازکرد و با تعجب مشاهده کرد که او یک زن است. زیگورد با دیدن برونهیلد خفته شیفتهٔ او گشت و با یک بوسه او را از خواب ابدی بیدار کرد. پس از این ماجرا آن‌ها با یکدیگر نامزد شدند و سوگند وفاداری متقابل یاد کردند. زیگورد به برونهیلد حلقه‌ای جادویی به نام «اندوارانات» داد و برونهیلد غافل از نفرین حلقه آن را با کمال میل قبول کرد. اما زیگورد برای انجام مأموریت‌های دیگری که داشت مجبور بود که برونهیلد را ترک کند. زیگورد به برونهیلد قول داد به محض اینکه وظایف خود را به پایان برساند به نزد او بازخواهد گشت. برونهیلد نیز موافقت کرد و گفت که در میان حلقه‌های آتش منتظر زیگورد خواهد بود. او قول داد که با هیچ مرد دیگری ازدواج نخواهد کرد مگر مردی که از میان شعله عبور می‌کند.
زیگورد به سویی حرکت می‌کند و وارد دربار هیمر، پدر رضایی برونهیلد می‌شود که ظاهر او باشکوه و شورانگیز است. اکنون برونهیلد نیز نیز در کاخ هیمر است و یکبار دیگر زیگورد عشق خود را نسبت به او ابراز می‌کند. این بار برونهیلد بیمناک بود، زیرا او یک والکیری به‌شمار می‌رفت و زمانی خوشبخت می‌شد که در رأس یک نیروی جنگی قرار گرفته باشد. مقدر آن بود که زیگورد با گودرون، دختر گیوکی ازدواج کند. اما زیگورد اعلام کرد که چنین اتفاقی نخواهد افتاد و باز هم او و برونهیلد نسبت به یکدیگر سوگند وفاداری یاد کردند. زیگورد با تمام گنجینهٔ خود وارد قصر گیوکی شد. گیوکی از او استقبال کرد و گریم‌هیلد (مادر گودرون) به سرعت دریافت که زیگورد می‌تواند برای خانوادهٔ آن‌ها سرمایهٔ بزرگی باشد، برای این هدف فقط کافی است که زیگورد عشق برونهیلد را از یاد ببرد. چنین شد که گریم‌هیلد به زیگورد دلاور معجونی جادویی خورانید تا همه چیز را دربارهٔ معشوقه‌اش برونهیلد فراموش کرده و سرانجام با دخترش گودرون ازدواج کند. برونهیلد در نهایت زمانی که دریافت زیگورد به او خیانت کرده و عاشق زنی دیگر به نام گودرون شده است خودکشی کرد. اما برونهیلد باز هم نمی‌دانست که تمام این کارها توسط جادو و افسون گریم‌هیلد پلید صورت گرفته است.
در نسخه‌های دیگر داستان، پس از ازدواج زیگورد با گودرون، گریم‌هیلد تصمیم گرفت برونهیلد را به ازدواج با پسرش گونار درآورد. گونار که برونهیلد را برای خود می‌خواست، از زیگورد درخواست کمک کرد. برونهیلد که به زیگورد قول داده بود درون حلقهٔ آتش به انتظارش خواهد ماند. اما دفعه دوم زیگفرید، که برونهیلد و قولش به او را از یاد برده بود، توسط سحر و جادو خود را به جای گونار جا زد (از آنجایی که گونار به اندازه کافی شجاع نبود تا از شعله‌های آتش عبور کند) و به نجات برونهیلد پرداخت. سپس برونهیلد که بسیار ناامید شده بود که شخصی دیگر به غیر از زیگورد برای رهایی او آمده به ناچار با گونار ازدواج کرد. در انتها برونهیلد متوجه شد فریب خورده است و نقشه قتل او را ترتیب داد. او به گونار گفت زیگفرید پیمانش را شکسته و شب قبل از اینکه به کاخ بیاید با او همخواب شده است. گونار که از خیانت او بسیار خشمگین شده بود خواهان مرگ او شد. اما به دلیل پیمان برادری که با یکدیگر بسته بودند، گونار و حتی برادرش هوگنی قادر به کشتنش نبودند. در این بین برادر دیگر گونار به نام گوتورم مأمور قتل زیگفرید شد. او با وارد کردن ضربه‌ای مهلک زیگورد را می‌کشد و به زندگی این پهلوان خاتمه می‌دهد. برونهیلد زمانی که از مرگ او مطلع شد، از غم و اندوه بسیار خود را با پرتاب در توده آتش مراسم تشییع جنازهٔ زیگفرید، کشت تا پس از مرگ به او بپیوندد. گونار سعی کرد جلوی او را از خودکشی بگیرد، اما هوگنی که این اتفاق را از قبل دیده بود این مسئله را اجتناب ناپذیر بیان کرد.
برونهیلد و زیگورد احتمالاً در اولین ملاقات، با یکدیگر همخواب شدند که بعدها صاحب دختری به نام آسلاگ می‌شوند.